# Ngô Quyền
Ngô Quyền, né en 897 et mort en 944 est de 939 à 944 le premier roi du Viêt Nam libéré de la domination chinoise et le fondateur de la dynastie Ngô.

## Biographie
Général puis gouverneur, gendre de Dương Đình Nghệ, Ngô Quyền prend le contrôle de l'armée vietnamienne à la suite de l'assassinat de celui-ci par son général Kiều Công Tiễn en 937.
Vainqueur du général, il s'oppose en 939 aux Han du Sud menés par le roi Liu Kung et son fils Liu Hung-Ts'ao qui briguait le trône d'Annam, croyant que la mort de Dương Đình Nghệ aurait mis fin à la résistance des vietnamiens.
En remportant la bataille du Bạch Đằng, il met définitivement fin a dix siècles de domination chinoise et devient roi d'Annam qu'il nomme alors Đại Việt.
C'est le début de la dynastie Ngô qui peut être considérée comme la première dynastie vietnamienne.